# Municipio de Crofte
El municipio de Crofte (en inglés: Crofte Township) es un municipio ubicado en el condado de Burleigh en el estado estadounidense de Dakota del Norte. En el año 2010 tenía una población de 199 habitantes y una densidad poblacional de 2,12 personas por km².

## Geografía
El municipio de Crofte se encuentra ubicado en las coordenadas 47°1′35″N 100°41′10″O / 47.02639, -100.68611. Según la Oficina del Censo de los Estados Unidos, el municipio tiene una superficie total de 93.66 km², de la cual 93,66 km² corresponden a tierra firme y (0 %) 0 km² es agua.

## Demografía
Según el censo de 2010, había 199 personas residiendo en el municipio de Crofte. La densidad de población era de 2,12 hab./km². De los 199 habitantes, el municipio de Crofte estaba compuesto por el 95,98 % blancos, el 1,51 % eran afroamericanos y el 2,51 % eran de una mezcla de razas. Del total de la población el 1,51 % eran hispanos o latinos de cualquier raza.